# Thy Serpent
Thy Serpent (англ. Твой Змей) — финская дарк-метал группа. Была основана Сами Тенетсом (Tenetz) в Эспоо 1992 году. Первоначально группа состояла из одного человека (Тенетса), в одиночку он выпустил два демо-альбома -Frozen Memory и Into Everlasting Fire.
Оба демо имели некоторый успех на международном уровне и после подписания контракта с Spinefarm Records на постоянной основе к Тенетсу присоединились Азхемин (Azhemin) (клавишные, вокал), Агафон (барабаны) и Луопио (Luopio) (бас и вокал). В этом составе, в 1996 году, группа записала свой дебютный альбом под названием Forests of Witchery. В 1997 году был выпущен Lords of Twilight. В том же году группа начала сотрудничать с гитаристом Алекси Лайхо.
В 1998 году с уходом Луопио состав сократился до трех участников, и Азхемин принял функции басиста, в таком составе группа выпустила третий студийный альбом: Christcrusher.
После нескольких заявлений что группа никогда больше не выступит вместе, летом 1999 года Thy Serpent несколько раз выступили в Финляндии. С новым ударником Теему Лахтиненом (Laitinen) и вторым гитаристом Томи Уллгреном (Tomi Ullgren) в 2000 году вышел в свет EP Death, шестой, включая демо-альбомы, и до сих пор последний, официальный альбом группы.
С этого момента группа не выступала. В 2007 году Сами Тенетс присоединился к Beherit и принял участие в написании альбома Engram.

## Участники группы
- Azhemin — вокал / бас / синтезатор
- Sami Tenetz — гитара
- Teemu Laitinen — Барабаны
- Tomi Ullgren — соло-гитара

### Бывшие участники
- Pekka — ударные (1995)
- Börje — гитара (1995)
- Teemu Raimoranta — гитара (1995—1996)
- Alexi Laiho — гитара (1997)
- Agathon — барабаны / вокал (1996—1999)
- Luopio — бас / вокал (1996—1998)

## Дискография
- Frozen Memory Demo (1994)
- Into Everlasting Fire Demo (1995)
- Forests of Witchery (1996)
- Lords of Twilight (MCD) (1997)
- Christcrusher (1998)
- Death (2000)

### Сплиты
- The Carpenter (1997, c Nightwish и Children of Bodom)
- Wolfnacht / Goatmoon / Thy Serpent (2022)